# Szászbogács község
Szászbogács község (románul: Comuna Băgaciu) község Maros megyében, Romániában. Központja Szászbogács, hozzá tartozik Magyarsáros.

## Népessége
A 2011-es népszámlálás adatai alapján a község népessége 2474 fő volt.
A 2021-es népszámlálás adatai szerint Szászbogács község lakossága 2542 fő volt. A lakosok közül 47,92% cigánynak, 25,45%-a románnak és 21,87%-a magyarnak vallotta magát. Felekezeti szempontból a lakosok 64,04%-a ortodoxnak, 20,1%-a unitáriusnak, 4,8%-a adventistának, 2,4%-a evangélikusnak, 1,3%-a pedig reformátusnak vallotta magát, míg 4,96%-nál a vallási hovatartozás ismeretlen.